# Sal (municipalité du Cap-Vert)
Pour les articles homonymes, voir Sal.

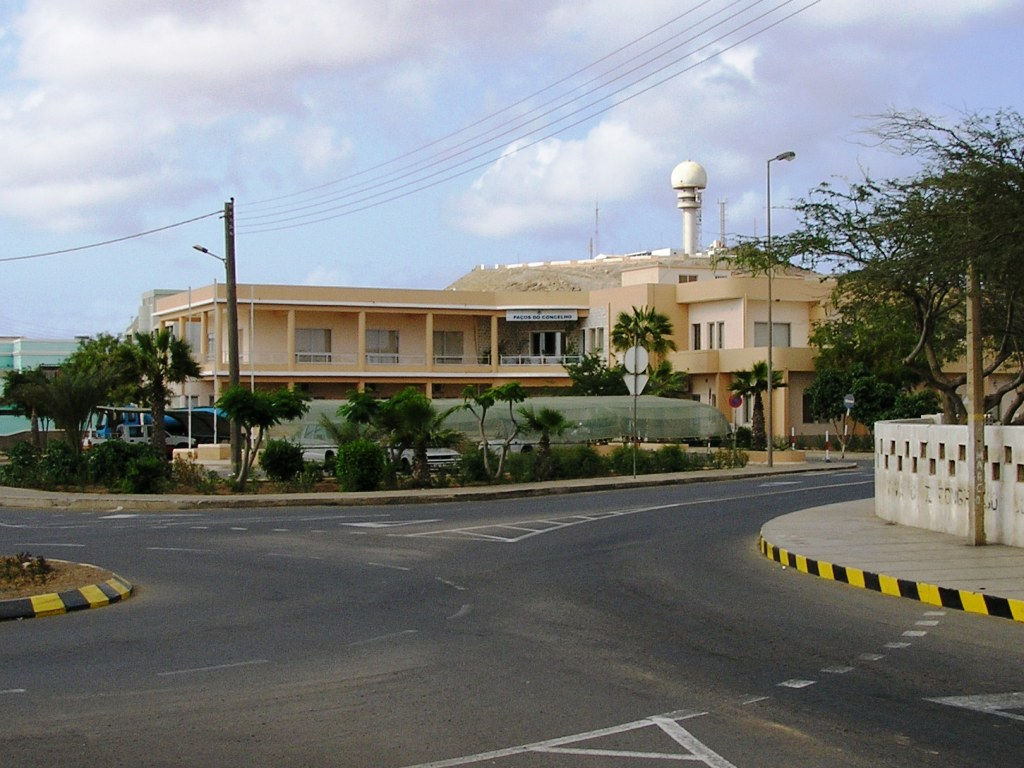
Câmara municipal à Espargos

La municipalité de Sal est une municipalité (concelho) du Cap-Vert. C'est la seule municipalité de l'île de Sal, dans les îles de Barlavento. Son siège se trouve à Espargos.

## Population
Lors du recensement de 2010, la municipalité comptait 25 779 habitants.